# Cantone di Romilly-sur-Seine-1
Il Cantone di Romilly-sur-Seine-1 era una divisione amministrativa dell'arrondissement di Nogent-sur-Seine.
A seguito della riforma approvata con decreto del 21 febbraio 2014, che ha avuto attuazione dopo le elezioni dipartimentali del 2015, è stato soppresso.

## Composizione
Comprendeva parte di Romilly-sur-Seine ed i comuni di:
- Crancey
- La Fosse-Corduan
- Gélannes
- Maizières-la-Grande-Paroisse
- Origny-le-Sec
- Orvilliers-Saint-Julien
- Ossey-les-Trois-Maisons
- Pars-lès-Romilly
- Saint-Hilaire-sous-Romilly
- Saint-Loup-de-Buffigny
- Saint-Martin-de-Bossenay